# Montego Bay (sång)
Montego Bay är en låt och singel av Bobby Bloom, utgiven i september 1970. Singeln producerades av Jeff Barry, som även var med och skrev låten. Låten handlar om en stad i Jamaica. Singeln låg som bäst på plats 8 på Billboard.
Cover-versioner finns med bland andra Inner Circle, Jon Stevens, Amazulu och Les Fradkin.